# Hans Buob
Hans Buob (ur. 1934 w Zimmern ob Rottweil) – niemiecki ksiądz pallotyn, rekolekcjonista i mistrz nowicjatu.

## Życie
Hans Buob urodził się i wychował w Zimmern ob Rottweil. W 1955 wstąpił do pallotynów w Untermerzbach. W 1961 otrzymał święcenia kapłańskie. Od 1966 był kapelanem w Augsburgu, do 1980 mistrzem nowicjatu w Untermerzbach. Od 1980 prowadził ćwiczenia duchowne w Stuttgarcie, a w latach 1984 do 1990 prowadzącym ćwiczenia w katolickim centrum ewangelizacyjnym w Maihingen.
Od roku 1990 kieruje domem rekolekcyjnym pod wezwaniem św. Ulryka w Hochaltingen i domem młodzieżowym pod wezwaniem św. Bernharda w Schwäbisch Gmünd.

## Dzieła
- Maria im Heilsplan Gottes, Unio-Verlag, Fremdingen, 2000, ISBN 978-3-900891-20-6.